# Tattendorf
Tattendorf – gmina w Austrii, w kraju związkowym Dolna Austria, w powiecie Baden. Liczy 1 391 mieszkańców (1 stycznia 2014).